# Fengon ix7

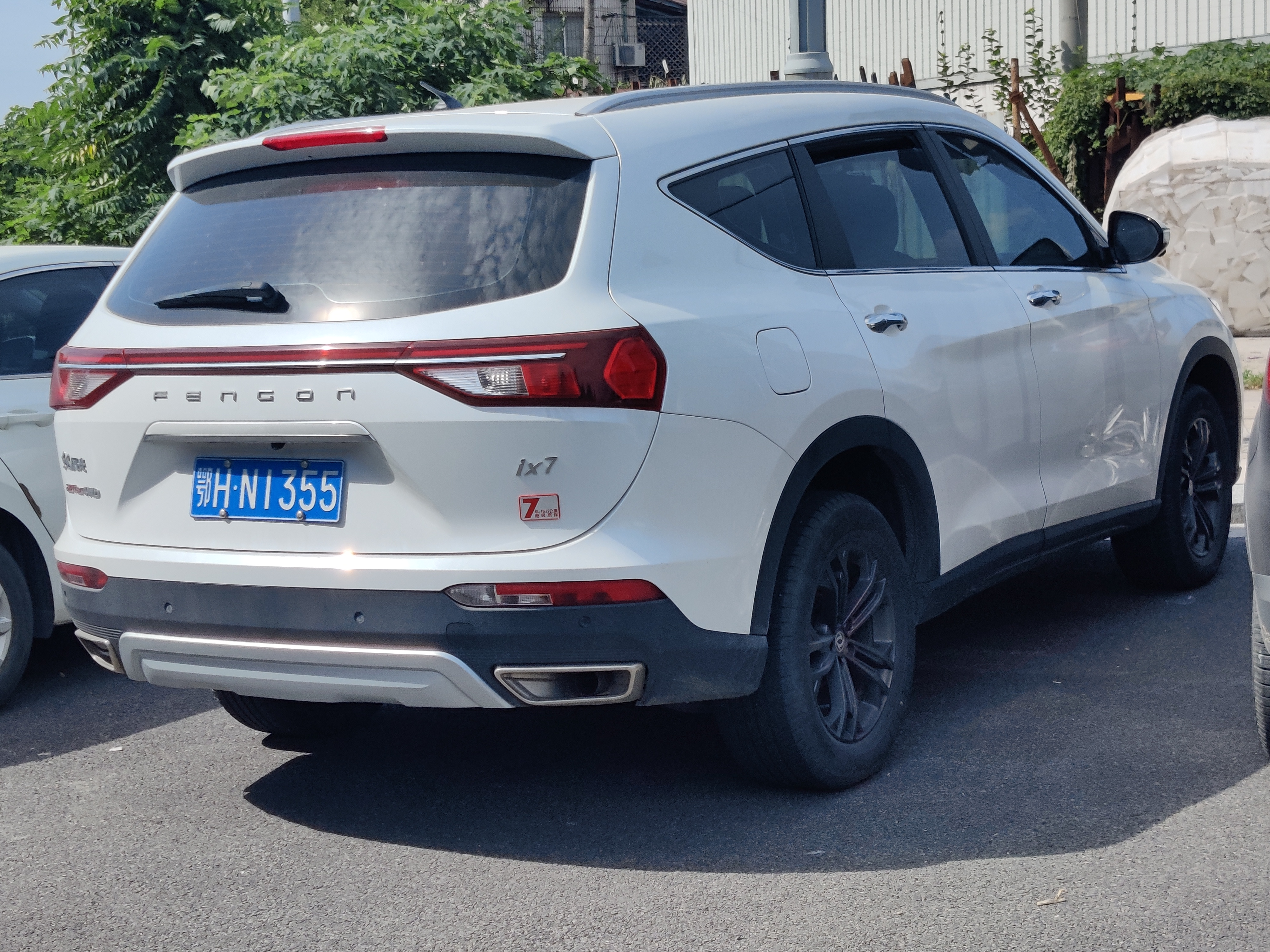
Вид сзади

Fengon ix7 — внедорожник, выпускавшийся с 2019 по 2023 год подразделением Fengon компании DFSK Motor, совместным предприятием Dongfeng Motor и Sokon Group. В Бельгии автомобиль назывался DFSK Glory ix7 и DFSK Fengon 7.

## История
Впервые Fengon ix7 был представлен в ноябре 2019 года на автосалоне в Чэнду. IX7 (кодовое обозначение F517) стал флагманской моделью линейки DFSK Motor. Перед запуском автомобиль назывался Fengon (Fengguang) 580 MAX.
По техническим характеристикам ix7 сопоставим с ix5, но в то же время имеет удлинённую колёсную базу и расширенную колею. Полный привод разработан компанией BorgWarner. Эстетически автомобиль идентичен ix5, однако кузов характерен для семиместных внедорожников. Передняя часть отличается радиаторной решёткой (хромированной или с чёрными полосами), которая простирается от капота до бамперов, а в светотехнику встроены светодиоды. Задние фонари соединены одной линией.

## Технические характеристики
Fengon ix7 выпускается на той же платформе, что и Fengon 580. Двигатель расположен поперечно. Автомобиль имеет независимую переднюю подвеску Макферсона, многорычажную независимую заднюю подвеску и стабилизатор поперечной устойчивости. Передние тормоза дисковые вентилируемые, а задние — дисковые.
В стандартную комплектацию входят 6 подушек безопасности, ABS и EBD, система контроля устойчивости и тяги, автоматическое экстренное торможение, удержание полосы движения и датчиком усталости водителя.
Автомобиль оснащён шестнадцатиклапанным четырёхцилиндровым бензиновым двигателем с турбонаддувом 2.0 GDI, который выдаёт мощность 231 л. с. и крутящий момент 355 Н·м при 1800 об/мин в сочетании с шестиступенчатой автоматической трансмиссией Aisin.